# بيرسي أشتون
بيرسي أشتون (27 فبراير 1895 - 18 سبتمبر 1934) (بالإنجليزية: Percy Ashton)‏ هو لاعب كريكت بريطاني وبريطاني (وحمل سابقاً جنسية المملكة المتحدة لبريطانيا العظمى وأيرلندا).